# Rhizarthrose
Die Rhizarthrose (von griechisch ῥίζα rhíza „Wurzel“ und ἄρθρον árthron „Gelenk“) ist eine Arthrose des Daumensattelgelenks. Es handelt sich (nach der Heberden-Arthrose) um die häufigste degenerative Erkrankung im Bereich der Hand. Frauen sind signifikant häufiger betroffen als Männer. Ursächlich sind Fehl- oder Überbelastungen, bei Frauen möglicherweise auch postmenopausale Hormonveränderungen, die durch eine Lockerung der Bänder die Gelenkstabilität beeinträchtigen.

## Diagnose
Gesichert wird die Diagnose durch eine Röntgenaufnahme. Jedoch gibt das radiologische Ausmaß einer Sattelgelenkarthrose keine Auskunft über die Schmerzintensität, die ein Patient empfindet. Es gibt Patienten mit fortgeschrittenen Krankheitszeichen in Röntgenbildern, die keine wesentlichen Schmerzen verspüren und umgekehrt.

## Therapie

### Konservative Therapie
Zunächst erfolgt eine konservative Therapie, und nur in seltenen Fällen werden operative Eingriffe vorgenommen, da es kein Verfahren mit durchweg guten und langanhaltenden Ergebnissen gibt.
Die konservative Therapie hat zum Ziel, die für die Schmerzen verantwortliche Entzündung zu behandeln. Dies erfolgt meist durch Schonung, Kühlung und Einnahme oder lokale Applikation eines entzündungshemmenden Medikaments wie z. B. Ibuprofen oder Diclofenac. Eine Ruhigstellung des Daumensattelgelenks bei freier Bewegung der Finger- und Daumengelenke kann durch spezielle Handgelenkschienen (Orthesen) erfolgen, die das Daumensattelgelenk mit einschließen. z. B. Rhizarthrose Extensions-Orthese.
Zur konservativen Therapie zählen auch die gelegentliche Injektion eines Cortisonpräparates in das Gelenk bei akuter Entzündung oder die Injektion von Hyaluronsäure, um die Gleitfähigkeit des Gelenkes zu verbessern, sowie spezielle krankengymnastische Übungen. Auch eine Bestrahlung kann möglicherweise eine langfristige Verbesserung der Symptome bewirken.
Die Blutegeltherapie ist eine weitere Behandlungsmöglichkeit aus dem Bereich der Naturheilkunde, deren Wertigkeit wissenschaftlich nicht ausreichend evaluiert ist.

### Operative Verfahren
Bei den operativen Verfahren gibt es zahlreiche OP-Techniken, die sich in mehrere Gruppen einordnen lassen:

#### Sattelgelenkarthroplastik
Das Prinzip der Sattelgelenkarthroplastik besteht darin, dass einer der beiden am beschädigten Gelenk beteiligten Knochen, das große Vieleckbein, entfernt wird (Trapezektomie). Dies kann zur Folge haben, dass aufgrund der fehlenden Abstützung des ersten Mittelhandknochens der Daumen etwas kürzer wird. Um diesen Effekt so gering wie möglich zu halten, wurden zahlreiche Operationsmodifikationen entwickelt, den ersten Mittelhandknochen an Nachbarknochen „aufzuhängen“ und somit ein Abrutschen zu verhindern. Hierzu werden meist Sehnenanteile aus der direkten Umgebung des kranken Gelenkes verwendet. Es handelt sich dabei um seit Jahrzehnten erprobte Methoden mit hoher Erfolgsquote. Der relativ lange postoperative Heilungsverlauf von etwa drei bis sechs Monaten und eine gewisse verbleibende Kraftminderung des Daumens sollten jedoch als Nachteile dieser Methode genannt werden. Die Beweglichkeit ist zunächst eingeschränkt. Nach der Operation wird eine sogenannte Castschiene für etwa 6 bis 10 Wochen getragen. Mit Ergotherapie und Physiotherapie kann die Beweglichkeit wieder hergestellt werden.

#### Arthroplastik mit Knorpeltransplantation
Eine weitere Möglichkeit einer Arthroplastik ist der Ersatz des großen Vieleckbeins durch körpereigenem Knorpel, der von den Rippen entnommen wird. Hierdurch kann die Länge des Daumens und damit auch die Kraft weitgehend erhalten bleiben.

#### Nervendurchtrennung zur Schmerzvermeidung
Durch selektive Durchtrennung der Nervenäste, die die Schmerzwahrnehmung des Daumensattelgelenks fortleiten, kann eine Schmerzminderung oder Schmerzfreiheit erreicht werden.

#### Versorgung mit Endoprothesen

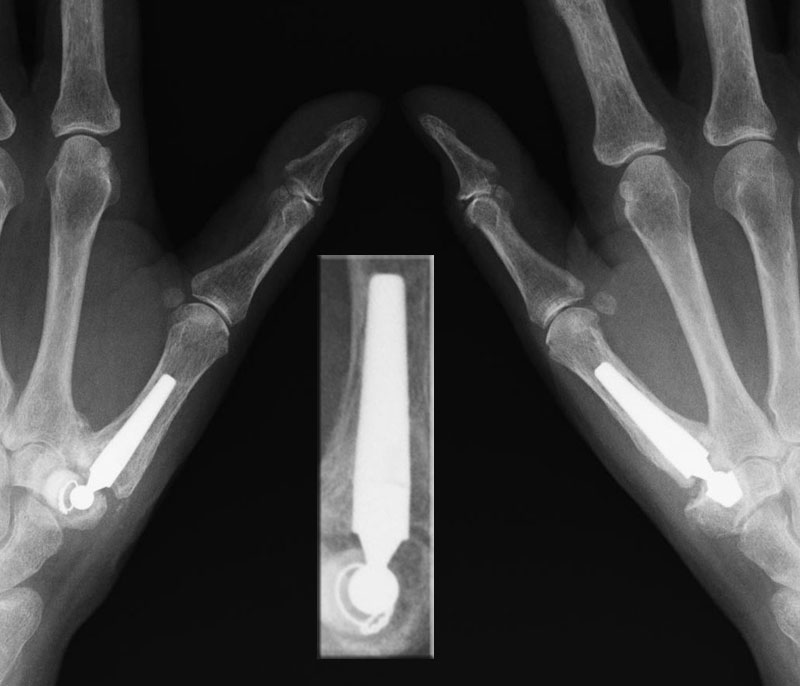
Endoprothesen der Daumensattelgelenke mit Lockerung und Dislokation der Prothesenpfanne im Trapezbein links

Die ersten Endoprothesen bestanden aus Silicon und wurden erstmals 1969 von Swanson für Fingergelenke und das Daumensattelgelenk beschrieben. Allerdings führten sie zu Fremdkörpergranulomen (Siliconitis) und konnten brechen und sich lockern, so dass sie nicht mehr verwendet werden.
Die erste zementierte Metall-Prothese mit einer Pfanne und einem runden Kopf stellte 1979 de la Caffinière vor, sie zeigte allerdings ebenfalls hohe Lockerungsraten und wird heute nur noch bei älteren Patienten mit geringen mechanischen Ansprüchen an das Daumensattelgelenk verwendet.
Mit der Ledoux-Prothese wurde 1990 die erste unzementierte Prothese vorgestellt, die allerdings bei teilweise schlechten Ergebnissen inzwischen nicht mehr verfügbar ist. In der Folge wurden jedoch seit den neunziger Jahren mehrere neue unzementierte Prothesen auf den Markt gebracht, wie z. B. die Prothesentypen Arpe, Elektra, Maia, Roseland oder Ivory. Sie sind sämtlich aus Metall mit einer im Trapezbein verankerten Pfanne und einem Polyethyleninlay sowie mit einem Schaft im ersten Mittelhandknochen, auf dem eine Gelenkkugel sitzt (entweder fest oder modular auswählbar). Teilweise ist der Metallschaft Hydroxylapatit-beschichtet. Neben ungekoppelten gibt es auch gekoppelte Prothesen, bei denen Kopf und Pfanne gelenkig fest verbunden sind.
Aufgrund der neuen Entwicklung liegen erst für die wenigsten Prothesen Überlebensraten für die ersten fünf Jahre vor. Für die Arpe-Prothese zeigen zwei Studien eine Überlebensrate von 85 % bzw. 97 % nach fünf Jahren. Für die Elektra-Prothese zeigt eine Studie eine Revisionsrate von 44 % nach sechs Jahren. Das Hauptproblem ist weiterhin eine aseptische Prothesenlockerung besonders der Gelenkpfanne (wie im Röntgenbild am linken Daumen), die deutlich häufiger auftritt, je länger die Operation her ist.